# Municipio de Schellenberg
Schellenberg es un municipio del principado de Liechtenstein. Schellenberg es el municipio de menor altitud de Liechtenstein, y se encuentra situado a orillas del Rin. Además es el municipio más pequeño en superficie de todo el principado. El municipio limita al noreste y este con Feldkirch (AT-8), al sur con Mauren, Eschen y Gamprin, y al oeste con Ruggell.

## Historia
La zona fue habitada en principio por los celtas y luego por los réticos. Roma conquistó la zona en el año 15 a. C., convirtiéndola en parte de la provincia de Recia. La provincia se convertiría más tarde en un condado bajo la regencia de Carlomagno. El condado se fue dividiendo progresivamente debido a la herencia de padres a hijos.
El Señorío de Schellenberg fue comprado por los Condes de Vaduz en 1437 y ambos han continuado unidos en la práctica desde entonces. Luego de la guerra suaba en 1499, los dos cayeron bajo soberanía feudal de Austria. Varias dinastías de condes han comprado y vendido estos territorios, hasta que a comienzos del siglo XVIII fueron comprados por la Casa de Liechtenstein, la cual había recibido el reconocimiento de principesca en 1706, pero necesitaba adquirir un territorio cercano a la cabeza del imperio para poder participar en las votaciones de los Príncipes del Imperio. El Emperador unió formalmente los territorios de Vaduz y Schellenberg en 1719.

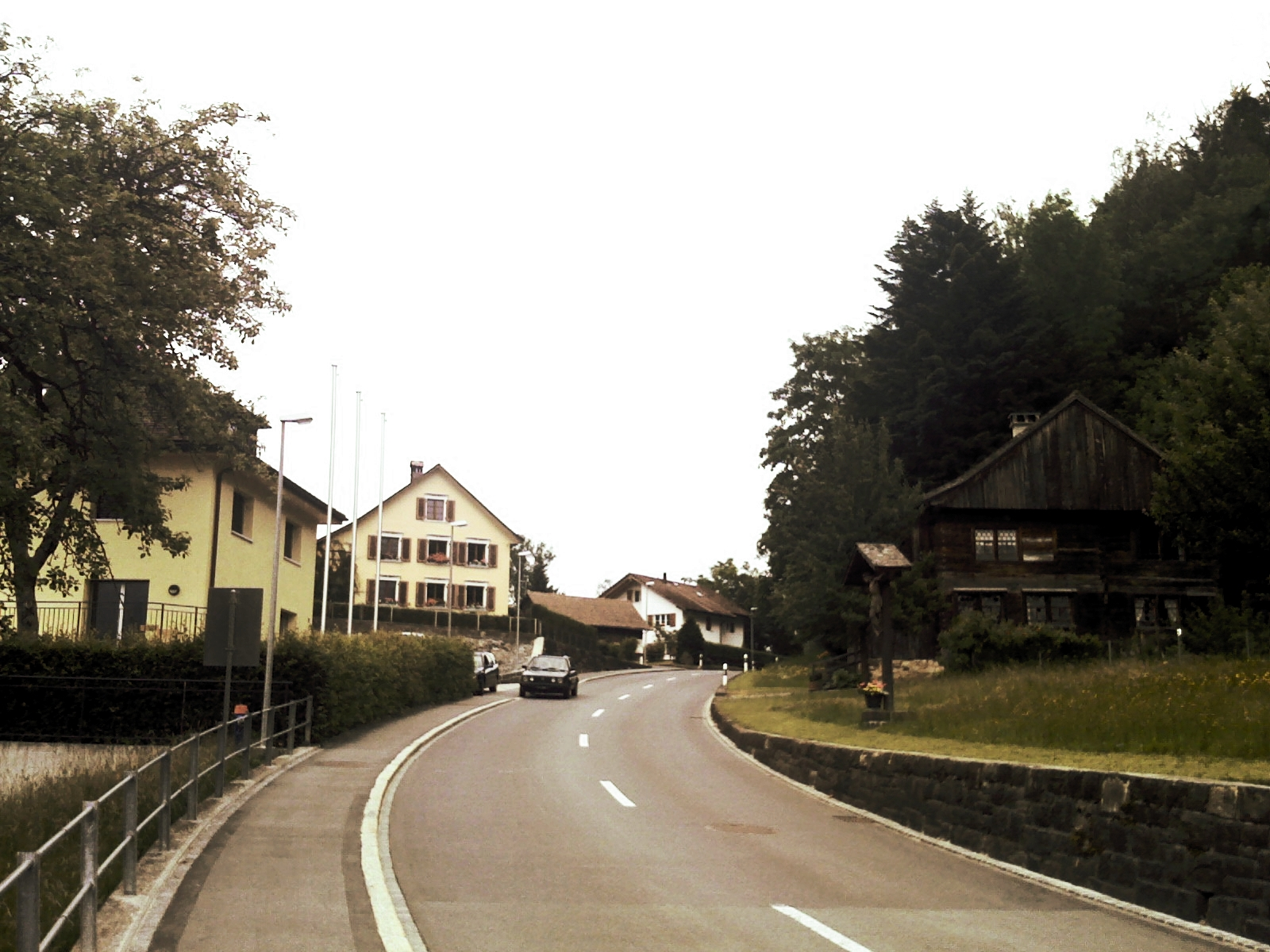
Vista de Schellenberg.

## Lugares de interés
- Ayuntamiento de Schellenberg.
- Parroquia de Schellenberg.
- Museo de historia de la ciudad.
- Castillo de Schellenberg.
- Fortaleza de Schellemberg.

## Comunicaciones
El medio de transporte más empleado es el tren, ya que la estación más cercana está en Ruggell, al norte del municipio. Otro transporte es la bicicleta, ya que Schellenberg es el lugar más llano de todo el país. El autobús se usa para cubrir grandes distancias, como por ejemplo ir desde aquí hasta Vaduz. El menos usado es el coche, por lo que las calles normalmente están desiertas.

## Deportes
Aunque en Schellenberg no hay un club de fútbol, gran parte de la ciudad anima al FC Ruggell, del municipio vecino. Entre otros deportes, destacan los deportes acuáticos, como natación, remo, piragüismo y salto. Otros deportes numerosos son el ciclismo (en Schellenberg se realiza una carrera cada año llamada Schellenberg's Competition), el tenis y balonmano.